# Mâcon
Mâcon är en stad och kommun vid floden Saône i östra Frankrike 60 km norr om Lyon. Kommunen är huvudort (franska: préfecture) i departementet Saône-et-Loire i regionen Bourgogne-Franche-Comté. År 2022 hade Mâcon 34 759 invånare.

## Befolkningsutveckling
Antalet invånare i kommunen Mâcon
| Referens: INSEE |